# 東新潟油ガス田
座標: 北緯37度57分37秒 東経139度8分56秒 / 北緯37.96028度 東経139.14889度
東新潟油ガス田（ひがしにいがたゆガスでん）とは、新潟県新潟市北区松浜町にある油田、ガス田のこと。新潟東港に隣接する三菱ガス化学の事業所敷地内に存在する。開発は、同社と石油資源開発と共同で行われている。三菱ガス化学では、生産された天然ガスを自社で加工しアンモニア、キシレン誘導品などの化学品を生産している。

## 歴史
- 1958年 石油資源開発が三菱ガス化学の鉱区へ参入
- 1959年 試掘より油田を確認、生産開始
- 2001年 共同探査により沖合に鉱区が伸びていることが確認された

## 生産量
- 2016年度の年間生産量は、原油34,000キロリットル（国内6位）、天然ガス109百万立方メートル（国内6位）[1]。